# Matteo Fiorini
Matteo Fiorini (* 10. Februar 1978 in San Marino) ist ein Politiker aus San Marino. Er war zweimal Capitano Reggente (Staatsoberhaupt) von San Marino.

## Leben
Fiorini hat einen Abschluss als Bauingenieur von der Universität Bologna und arbeitete anschließend als Projektmanager bei SIT. Bei den Wahlen 2008 erreicht er Platz zehn auf der Liste der Alleanza Popolare (AP), die sieben Sitze errang, rückte jedoch 2009 für den ausscheidenden Tito Masi in den Consiglio Grande e Generale, das Parlament San Marinos, nach. Er war Mitglied des Außenausschusses. Gemeinsam mit Gabriele Gatti wurde er für die Periode vom 1. Oktober 2011 bis 1. April 2012 zum Capitano Reggente, dem Staatsoberhaupt von San Marino, gewählt.
Bei den Parlamentswahlen im November 2012 erreichte er den dritten Platz auf der Liste der AP, die vier Parlamentsmandate errang. Fiorini wurde im Dezember 2012 Minister, zuständig für Territorium, Umwelt, Telekommunikation Jugend und Sport im Kabinett Bene Comune. Am 4. März 2014 erklärte er seinen Rücktritt aus persönlichen Gründen, seine Nachfolgerin wurde Antonella Mularoni. Fiorini behielt sein Parlamentsmandat und ersetzte Mularoni im Außenausschuss.
Vor den Neuwahlen im November 2016 schloss sich die AP mit der Unione per la Repubblica (UpR) zu Repubblica Futura (RF) zusammen, Fiorini errang Platz zwei auf der Liste der RF und zog erneut ins Parlament ein. Er ist Mitglied im Consiglio dei XII und im Außenausschuss und gehört der san-marinesischen Abgeordnetengruppe bei der Interparlamentarischen Union an.
Vom 1. Oktober 2017 bis 31. März war er gemeinsam mit Enrico Carattoni zum zweiten Mal Capitano Reggente.